# Station Inwałd
Station Inwałd is een spoorwegstation in de Poolse plaats Inwałd.